# Karam (Film)
Karam ist ein 2005 erschienener indischer Hindi-sprachiger Action-Thriller-Film mit John Abraham und Priyanka Chopra in den Hauptrollen.

## Handlung
Der Film wird eingeleitet durch Shalini (gespielt von Priyanka Chopra), die von ihrer Liebe zu ihrem Ehemann John (gespielt von John Abraham) erzählt – trotz dessen, dass er ein Auftragskiller war. Der Film zeigt fortan rückblickend das Geschehen.
John arbeitet in Mumbai für den Gangster 'Captain' und erledigt gemeinsam mit seinen beiden Partnern Bull und Kaif dessen Gegner. Als sie erfolgreich ein Attentat aus einer scheinbar leerstehenden Wohnung ausüben, werden sie von der frühzeitig aus dem Urlaub zurückkommenden Familie überrascht. Es kommt zu einem Massaker, bei dem die Eltern erschossen werden und John unbeabsichtigteweise eine Tochter tödlich verwundet. Das junge Mädchen stirbt in Johns Armen, was ihn schwer traumatisiert. Die zweite Tochter, die fünfjährige Diya, überlebt unentdeckt, weil sie sich auf dem Kasten der Klimaanlage vor dem Fenster versteckt hat. Als die Attentäter verschwunden sind und die Polizei am Tatort eintrifft, wird Diya gerettet und der Mordkommissar Wagh übernimmt die Ermittlungen.
John holt seine Frau Shalilini, die als Sängerin arbeitet, von einem Auftritt ab und fährt mit ihr nach Hause, ist jedoch geistig völlig abwesend, er vergisst sogar ihren dritten Hochzeitstag. Als im Fernsehen ein Bericht über das Massaker in der Wohnung kommt, erzählt John, was vorgefallen ist, und bricht emotional vor Reue zusammen. Das Paar beschließt fortzugehen.
Währenddessen spitzt sich der Konflikt zwischen dem Captain und seinem Rivalen Yunus zu und John soll fünf Ziele, unter ihnen Yunus, liquidieren. Als John sich weigert, entführt der Captain Shalini und gibt John 36 Stunden, die Personen zu liquidieren. John ist jedoch immer noch traumatisiert und lässt eines der Ziele entkommen, woraufhin Shalini ein Finger abgeschnitten wird, um Druck auf ihren Ehemann auszuüben. John tötet daraufhin mehrere der Ziele, doch Kaif wird von Kommissar Wagh erschossen. Da Shalini glaubt, John nur vom Töten abhalten zu können, indem sie Selbstmord begeht, schneidet sich die Pulsadern auf, wird jedoch rechtzeitig von den Männern des Captain gefunden und in ein Krankenhaus gebracht. Dort findet man heraus, dass sie schwanger ist. Shalini wagt einen weiteren Fluchtversuch, wird jedoch von den Schergen des Captain erneut gefangen genommen. John wiederum erkennt, dass sein Partner Bull in Wahrheit für den Captain arbeitet und erschießt ihn.
Allein und verzweifelt sucht John Hilfe bei Kommissar Wagh, der reserviert reagiert. Daraufhin verschwindet John und liefert sich freiwillig, dem Rivalen des Captain aus, um Zugang zu ihm zu bekommen. Kommissar Wagh rettet Shalini, doch wird diese von dem mit Yunus kooperierenden Polizeichef nun ebenfalls zu Yunus gebracht. Wieder vereint, tötet John beide und flieht mit Shalini, wird jedoch vom Captain und seinen Schergen gestellt. In einem dramatischen Schlusskampf kann John den Captain töten, wird jedoch selbst tödlich verletzt und stirbt in Shalinis Armen.
Der Film endet mit einem Zeitsprung in die Gegenwart, wo Shalini zusammen mit ihrem Sohn und Diya spielt – sie hat das Waisenmädchen adoptiert.

## Produktion und Vertrieb
In Deutschland erschien der Film im Jahr 2006 direkt auf DVD, vertrieben durch die EuroVideo Bildprogramm GmbH.